# Parfait Mandanda
Parfait Mandanda (Nevers, 10 ottobre 1989) è un calciatore francese naturalizzato congolese (Repubblica Democratica del Congo), portiere del Caen.

## Biografia
È fratello di Steve Mandanda, portiere del Rennes e della nazionale francese, di Riffi (1995) e di Over (1998), anche essi portieri.

## Carriera

### Club
Ha giocato nella prima divisione belga ed in quella rumena.

### Nazionale
Nel 2007 ha giocato una partita con la nazionale francese Under-21.
Ha preso parte a tre edizioni della Coppa d'Africa, nel 2013, nel 2015 e nel 2019.